# Madrigal
El madrigal és un tipus de composició de música vocal profana creada durant el Renaixement i primer Barroc. Durant bona part de la seva història va ser polifònic i sense acompanyament instrumental, per a un nombre de veus que variava des de dues fins a vuit, tot i que el més freqüent era entre tres i sis. Els primers exemples del gènere provenen d'Itàlia i daten de la dècada del 1520, i tot i que el centre de producció de madrigals va continuar essent Itàlia, també se'n van escriure a altres països, especialment a final del segle xvi i començaments del xvii. Mentre que moltes altres formes musicals eren estròfiques, el madrigal normalment es dotava d'una música sense repeticions, per expressar de la millor manera possible el sentit i el sentiment de cada línia i cada mot dels versos del text. En part es va originar a partir de la frottola, en part gràcies a un renovat interès per la poesia en llengua vernacla, i també gràcies a la influència de la chanson francesa i de l'estil polifònic del motet tal com l'escrivien els membres de l'escola francoflamenca que havien anat a viure a Itàlia en aquella època. El madrigal gairebé no té res més que el nom en comú amb el madrigal italià del trecento de final del segle xiii i del segle xiv.
El madrigal va esdevenir la forma de música profana més important del seu temps. Va assolir el seu màxim desenvolupament a la segona meitat del segle xvi i va perdre la seva importància al segle xvii quan altres formes com la cançó solista van esdevenir més importants. Després de 1630 el madrigal a solo va ser reemplaçat per l'ària gràcies a l'impuls que havia pres l'òpera.

## Història

### Origen i primers madrigals

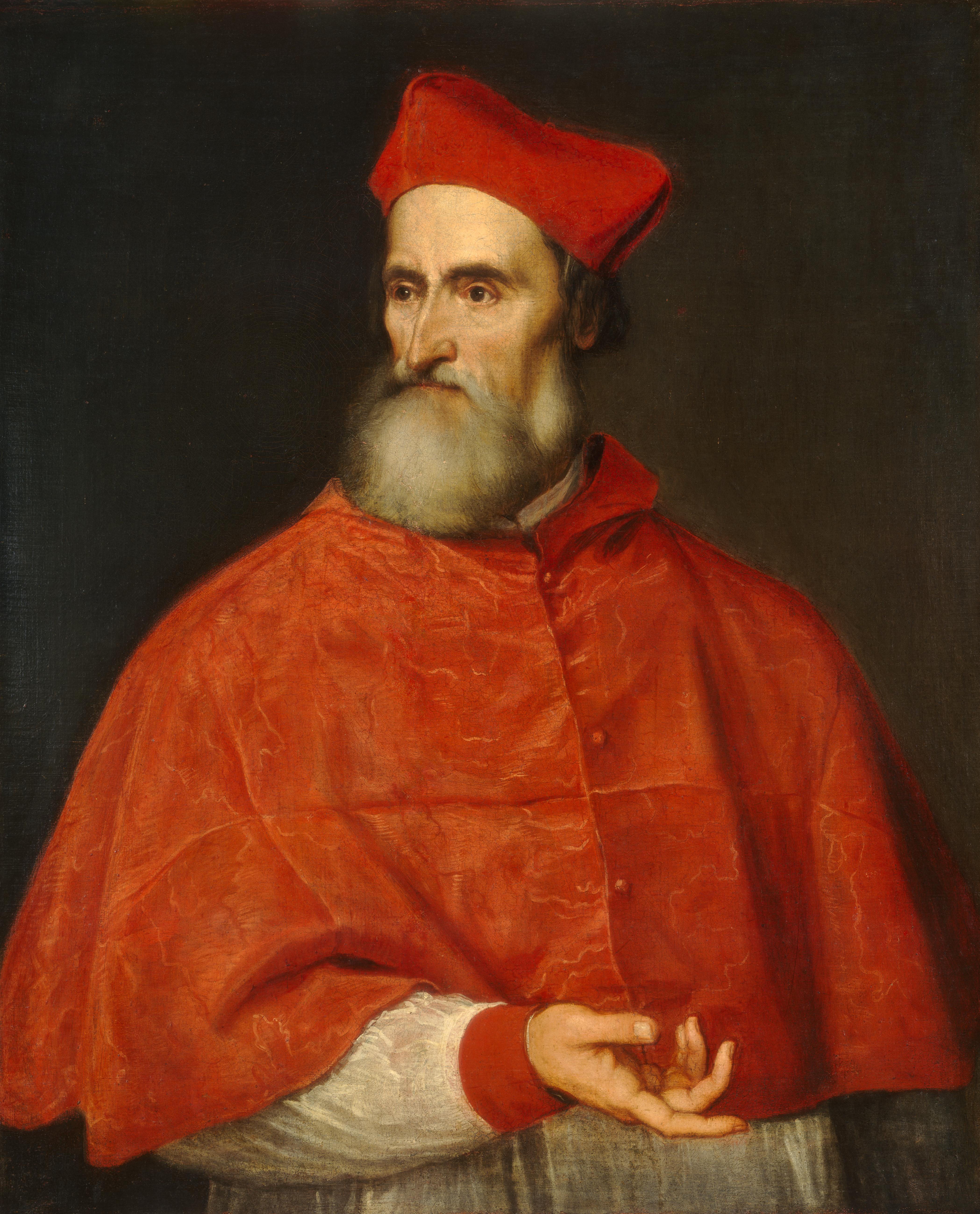
Pietro Bembo en un quadre de Ticià. El madrigal es desenvolupà en part gràcies als esforços que Bembo va fer per aconseguir que l'italià fos considerat un vehicle d'expressió poètica.

A principis del segle xvi, la convergència de diverses tendències humanístiques va permetre la formació del madrigal. Primer, un renovat interès per emprar l'italià com a llengua vernacla. El poeta i teòric literari Pietro Bembo va fer una edició d'obres de Petrarca, el gran poeta del segle xiv, l'any 1501 i després va publicar les seves teories sobre com els poetes contemporanis podien assolir l'excel·lència imitant a Petrarca, i estant molt atents al so dels mots, així com a la seva posició en els versos. La forma poètica del madrigal, que consistia en un nombre irregular de versos de 7 i 11 síl·labes, sense repetició i normalment sobre un tema seriós es va fer realitat gràcies a la influència de Bembo.
En segon lloc, Itàlia havia estat el destí d'uns compositors de l'escola francoflamenca magníficament formats, que es van sentir atrets tant per la cultura com per les oportunitats de bons treballs a les corts aristocràtiques i a les institucions religioses; després de tot, Itàlia era el centre de l'església catòlica, la institució cultural més important d'Europa. Aquests compositors havien assolit un veritable mestratge en un estil polifònic adequat per fer música religiosa, però també estaven familiaritzats amb la música profana dels seus llocs d'origen, tals com la chanson, que diferien considerablement dels estils lleugers italians del pas del segle xv i al XVI.
En tercer lloc, la música impresa havia esdevingut molt assequible a Itàlia mercès a la recent invenció de la tipografia mòbil i de la premsa d'impressió. La música que s'escrivia i es cantava principalment la frottola però també la balletta, la canzonetta i la mascherata era lleugera i el més típic era que fes servir versos de poca qualitat literària. Aquests estils de la música popular feien repeticions i hi predominaven les textures homofònics; er, des de tots els punts de vista, un estil considerablement més simple que aquell que més sovint empraven els francoflamencs. Els gustos literaris van anar canviant i el vers més seriós de Bembo i la seva escola necessitava unes formes d'expressió musical més flexibles i obertes que allò que normalment se sentia en la frottola i gèneres afins.
Els primera madrigals es van escriure a Florència, ja fos per compositors florentins o francoflamencs al servei dels Medici. El madrigal no va pas reemplaçar la frottola de cop; durant un període de transició a la dècada de 1520, es van escriure i publicar tant frottole com madrigals (encara que no sempre s'anomenessin així). Els primers madrigals probablement van ser els de Bernardo Pisano en el seu Musica di messer Bernardo Pisano sopra le canzone del Petrarcha del 1520 que també va ser la primera edició de música profana que contenia només obres d'un sol compositor. Tot i que cap de les obres que s'hi contenen porta el títol de madrigal, algunes són sobre textos de Petrarca i la música hi observa amb gran cura el lloc dels accents, i fins i tot conté figuralisme, un tret que hauria d'esdevenir característic del madrigal posterior.
El primer llibre de madrigals titulats com a tals va ser Madrigali de diversi musici: libro primo de la Serena de Philippe Verdelot, publicat el 1530 a Roma. Verdelot, un compositor francès havia escrit les peces a la fi de la dècada de 1520, quan vivia a Florència. Hi va incloure música de Sebastiano i de Costanzo Festa, així com de Maistre Jahn de Ferrara, a més de la música d'ell mateix. En 1533 i 1534 publicà dos llibres de madrigals a quatre veus a Venècia, els quals haurien d'esdevenir extremadament populars de fet, en la seva reedició de 1540 van arribar a ser un dels llibres de música més extensament impresos i distribuïts de la primera meitat de segle. Aquestes cançons es van vendre tan bé que Adrian Willaert va fer arranjaments d'algunes d'elles per a veu i llaüt que va publicar el 1536. Verdelot també va publicar madrigals a cinc i a sis veus; la col·lecció a sis veus a aparèixer el 1541.
Va ser particularment popular la primera col·lecci ode madrigals de Jacques Arcadelt. Inicialment publicada a Venècia el 1539, va ser reimpresa a diferents llocs d'Europa en els anys posteriors, i va esdevenir la col·lecció de madrigals més reeditada de tots els temps.
Estilísticament, tant en la col·lecció de Verdelot com en la d'Arcadelt, és més proper a la chanson francesa que no pas a la frottola o a la música religiosa del moment, com ara el motet. Això no hauria de sorprendre si tenim en compte que la llengua materna d'ambdós autors era el francès, i que tots dos havien compost chansons franceses, però es mostren molt atents a la musicalització dels textos, fent seves les idees de Bembo, i van escriure la música de dalt a baix per a tot el text, sense anar a parar a estructures d'estrofa i tornada que eren comunes a la cançó profana francesa i que en ocasions hauria pogut funcionar en alguns dels poemes que van musicar.

### El madrigal a mitjan segle
Tot i que el madrigal havia nascut a Florència i a Roma, a mitjan segle xvi els centres d'activitat musical s'havien desplaçat cap a Venècia i altres ciutats. Els mercenaris de Carles V saquejaren Roma el 1527 i entre1529 i 1530 va tenir lloc el setge de Florència en el qual el mateix Verdelot pot ser que resultés mort. A més, Venècia era el centre de publicacions musicals més important d'Europa; la basílica de Sant Marc estava iniciant el període durant el qual atrauria músics de tot Europa; i el mateix Pietro Bembo havia retornat a la ciutat el 1529. Adrian Willaert i els seus col·laboradors a Sant Marc, homes més joves com Girolamo Parabosco, Jacques Buus, Baldassare Donato, Perissone Cambio, i Cipriano de Rore foren els principals representants de la composició de madrigals a mitjan segle. Willaert preferia textures més complexes que les de Verdelot i Arcadelt; sovint els seus madrigals són semblants als motets, amb el seu llenguatge polifònic, amb textures que oscil·len entre passatges homofònics i altres de polifònics segons les conveniències per destacar el text. Sempre va preferir recórrer als versos de Petrarca abans que als seus imitadors del segle XVI; molts dels seus madrigals són musicalitzacions de sonets de Petrarca.
Cipriano de Rore fou el madrigalista més influent dels anys centrals del segle després de Willaert. Al costat de les subtileses i contenció de Willaert que cerca més l'homogeneïtat que el contrast marcat, Rore cerca l'experimentació. Utilitza gestos retòrics extravagants, inclòs el figuralisme i relacions cromàtiques inusuals, una tendència encoratjada pel visionari teòric musical Nicola Vicentino. Fou a partir de l'estil musical de Rore que el "madrigalismes" tan distintius del gènere van prendre carta de naturalesa; També és en la seva obra que l'escriptura a cinc veus va esdevenir l'estàndard.

### El madrigal de la dècada de 1550 a la de 1570
La història posterior del madrigal s'inicia amb Rore. Totes les diferents tendències en la composició de madrigals, que a principis del segle xvii havien divergit cap a formes diverses, són presents de forma embrionària en l'obra de Rore.
A la dècada de 1550 es van escriure milers de madrigals a Itàlia; la totalitat d'aquest repertori encara no ha estat estudiada exhaustivament. Alguns noms importants del període, a més del de Vincenzo Ruffo a Verona, són Rore i Giovanni Pierluigi da Palestrina, sobretot conegut per la seva producció religiosa però que va escriure obra profana al començament de la seva carrera; el jove Orlando di Lasso que va escriure molts exemples prou coneguts –a més de música religiosa en l'estil del madrigal entre la qual destaquen les Prophetiae Sibyllarum- i que, en instal·lar-se a la cort de Múnic l'any 1556 va iniciar la producció de madrigals fora d'Itàlia; i Philippe de Monte, el més prolífic de tots els compositors de madrigals, la primera publicació del qual data de 1554. Pel que fa a l'estil, els madrigals de la dècada de 1550 varien des de l'elegància i el conservadorisme dels de Palestrina i altres autors que treballen a Roma, fins a les obres altament cromàtiques i expressives de Lasso, Rore i altres que treballaven a les ciutats del Nord d'Itàlia.
A final de segle, mentre que es van continuar escrivint madrigals clàssics arreu d'Itàlia, es va anar desenvolupant estils diferents en zones diverses. A Venècia, compositors com Andrea Gabrieli van continuar escrivint madrigals en la tradició clàssica però amb els textures brillants, obertes i polifòniques que feren famosos els seus motets i altres obres seves. A la cort de Ferrara, la presència de tres dones cantants singularment dotades –el concerto delle donne- va atreure un grup de compositors que van escriure uns madrigals profusament ornamentats, sovint amb acompanyament instrumental, per ser interpretats per membres d'aquest grup. Aquests compositors incloïen Luzzasco Luzzaschi, Giaches de Wert i Lodovico Agostini, però la fama del grup era tan vasta que molts compositors visitaven la ciutat per a escoltar-lo i per a escriure per a elles, i en alguns casos es va formar grups similars en altres ciutat (per exemple, els Medici van intentar imitar el grup a Florència i Alessandro Striggio va escriure madrigals en l'estil de Luzzasco Luzzaschi). Roma, centre marcat pel conservadorisme de l'Església Catòlica, també va ser el lloc des d'on treballà el més famós compositor de madrigals de l'època, Luca Marenzio que fou el que més va fer per la unificació dels diferents corrents estilístics del moment, escrivint madrigals que intentaven capturar cada element d'emoció dels poemes, utilitzant tots els recursos musicals possibles. Va escriure més de 400 madrigals en la seva curta vida. També va ser un madrigalista força prolífic el veronès fincat a Roma Paolo Bellasio (1554-1594).
Encara una altra tendència en la composició de madrigals a la segona meitat de segle fou la reincorporació d'elements més lleugers en aquest gènere que havia estat predominantment seriós a les darreres dècades. Si els versos de Petrarca i els temes d'amor i de mort havien estat típics, vers el 1560 havien retornat a elements de formes més lleugeres com la villanella, amb els seus ritmes com de dansa i temes més superficials. Alguns dels que van escriure en aquesta línia foren Marc’Antonio Ingegnieri, el mestre de Claudio Monteverdi, Andrea Gabrieli i Giovanni Ferretti.

### El madrigal a final delseglexvi
El canvi en la funció social del madrigal al final del segle xvi contribuí al seu desenvolupament cap a noves formes dramàtiques. Des del seu inici havia tingut dues funcions: com un entreteniment privat de grups d'amateurs amb destacades habilitats musicals; i com un afegit a interpretacions cerimonials públiques de gran format. El primer ús, el privat, va ser el més freqüent, fou gràcies a aquests amateurs entusiastes que el madrigal va adquirir la seva fama. Però en les dues darreres dècades del segle els cantants professionals virtuosos van començar a substituir els amateurs i els compositors van començar a escriure per a ells, amb unes demandes tècniques i expressives més grans. No sols la música era més difícil d'interpretar sinó que els sentiments expressats tendien a requerir més a solistes que no pas membres d'un grup en igualtat d'importància per a resultar dramàticament convincents. També va ser en aquest període que es clarificà una separació entre intèrprets i oients –no pas les gran audiències presents als espectacles cerimonials públics, sinó relativament petites, en una situació reconeixiblement moderna- especialment en centres culturals progressistes com Ferrara i Màntua. Molt del que es podia expressar en un madrigal vers el 1590, uns vint anys després trobaria la seva forma d'expressió en una ària en el nou gènere de l'òpera; el madrigal va continuar viu entrat el segle xvii, de formes diverses, incloent els madrigals polifònics en l'estil antic, els madrigals a solo amb acompanyament instrumental, i el madrigal concertato, la figura principal del qual va ser Claudio Monteverdi.
Nàpols va ser el bressol del noble Carlo Gesualdo que no sols va assassinar la seva muller i el seu amant, sinó que va escriure algunes de les composicions més extravagantment expressives i harmònicament més experimentals anteriors al segle xix. El seu estil prové directament del de Luzzaschi a qui considerà el seu mentor: treballaren junts a Ferrara a principis dels 90, i li va donar una bona oportunitat d'absorbir els contrastos texturals i cromàtics dels ferrarese inclosos Luzzaschi i Alfonso Fontanelli. Gesualdo publicà sis llibres de madrigals en vida, a més de música religiosa en l'estil del madrigal, per exemple els Tenebrae responsoriae del 1611. Ningú no va seguir el seu camí profundament manierista i extremadament cromàtic, tot i que alguns com Antonio Cifra, Giovanni Battista Crivelli, Sigismondo d'India i Domenico Mazzocchi van usar de manera selectiva algunes de les seves tècniques.
De tots els compositors de madrigals del final del segle xvi, ningú no va ser tan important com Claudio Monteverdi. Sovint ha estat considerat com l'artífex principal de la transició del Renaixement al Barroc: integrà el baix continu a la forma madrigal l'any 1605. Olt després va compondre els Madrigali guerrieri et amorosi (1638) (madrigals guerrers i amorosos) que constitueixen un exemple de madrigals del primer Barroc. Algunes composicions d'aquest recull tenen realment molt poca relació amb els madrigals polifònics a cappella del segle anterior.
 Madrigal Mentre vi miro, de Claudio Monteverdi (?·pàg.)

## El madrigal anglès
L'escola madrigalista anglesa fou una florida breu però intensa de composició de madrigals a Anglaterra, sobretot entre 1588 i 1627; foren composicions a cappella, d'estil lleuger, que van començar com a còpies, adaptacions o traduccions de models italians. Generalment foren escrits a entre tres i sis veus.
Segurament que l'embranzida per escriure madrigals a Anglaterra va venir per influència d'Alfonso Ferrabosco que treballà a Anglaterra a les dècades de 1560 i 1570 a la cort de la reina Elisabet I d'Anglaterra; va escriure moltes obres en aquest gènere que no sols van esdevenir molt populars sinó que van inspirar imitacions a càrrec de compositor locals. Però allò que causà l'explosió de la composició de madrigals a Anglaterra fou el desenvolupament d'una poesia en anglès, en especial de sonets (Sonet anglès), que va influir en el fet de musicalitzar-los en l'estil dels italians. Quan Nicholas Yonge publicà Musica transalpina l'any 1588 va esdevenir immensament popular i aquest va ser el veritable detonant de la moda del madrigal a Anglaterra.
Musica transalpina era una col·lecció de madrigals italians, sobretot de Ferrabosco i Luca Marenzio amb textos en anglès. Van ser molt apreciats i li van venir al darrere moltes altres antologies similars. El mateix Yonge va publicar una segona sèrie l'any 1597 esperant repetir l'èxit.
Tot i que Wiliam Byrd probablement el compositor anglès més famós del moment, experimentà amb la forma madrigal, mai va denominar així les seves composicions i poc després d'haver escrit alguns composicions profanes en aquest estil tornà a dedicar-se exclusivament a la música religiosa.
Els més influents compositors anglesos de madrigals i aquells l'obra dels quals ha sobreviscut en millors condicions són Thomas Morley, Thomas Weelkes i John Wilbye. Morley és l'únic que al seu temps va posar en música (que hagi sobreviscut) versos de Shakespeare. El seu estil és melòdic, fàcilment cantable i continua essent popular entre els grups "a cappella". Wibye té molt poca producció però els seus madrigals són remarcables per la seva expressivitat i cromatisme; no admeten confusió amb els seus predecessors italians. Weelkes també va escriure música molt expressiva i cromàtica (i també destacà en la composició de música religiosa) però la seva carrera fou curta, per culpa de l'alcohol i la depressió.
Es van continuar escrivint madrigals a la dècada de 1620 però l'ària i el recitatiu van convertir aquest estil en obsolet. Tot i que la música d'aquesta escola madrigalista anglesa és d'alta qualitat i ha mantingut la seva popularitat, cal recordar que és una producció relativament minsa: Marenzio sol va publicar més llibres de madrigals que tots els anglesos junts i Plilippe de Monte sol en va escriure més que tots els anglesos junts.

## El madrigal a Catalunya
Fora d'Itàlia, només a Anglaterra el madrigal va assolir un nivell –en tots els aspectes- semblant al del país d'origen. A la resta va ser una forma i gènere minoritari que evidenciava més la influència italiana que no pas una veritable assumpció i reconversió a l'estètica pròpia del país d'aquests gènere. El primer compositor català a publicar fou Pere Alberch Vila; el seu primer llibre de madrigals el va publicar Jaume Cortey a Barcelona l'any 1561, la qual cosa mostra una clara sincronia del madrigal català amb el d'Itàlia. Es titulaven Odarum (quas vulgo madrigales appellamus) ... (Odes (que la gent en diem madrigals)). És un conjunt de 24 madrigals, alguns dels quals en dues o fins i tot en més parts, seguint un costum que a Itàlia no era pas desconegut però tampoc freqüent. Els textos són d'Ausiàs March i de Pere Serafí, a més d'altres autors desconeguts, en castellà, excepte algun en francès i en italià. Més tard publicà un segon llibre de madrigals espirituals, sobre textos castellans.
Tot i que Mateu Fletxa és sobretot recordat per les seves ensaladas, l'any 1568 publicà a Venècia, amb l'impressor Antonio Gardano el seu llibre de madrigals, majoritàriament a 4 i 5 veus, a més d'un a sis i un altre a vuit.
L'altre autor català important com a compositor de madrigals fou Joan Brudieu. Els publicà a Barcelona Hubert Gotard, un savoià establert a la ciutat i els dedicà al Duc de Savoia. Són a quatre veus i inclouen tant els Goigs de Nostra Dona com altres composicions que veritablement entrarien més dins de la categoria habitual de madrigals, fins a un total de setze, alguns dels quals també són en diverses parts. Com Pere Alberch, musicà textos d'Ausiàs March.

## El madrigal a Espanya
El principal representant del madrigal a Espanya fou l'andalús Juan Vásquez.. Publicà els seus sonetos l'any 1560, alguns d'ells sobre textos de Joan Boscà i de Garcilaso de la Vega. Altres compositors de madrigals van ser Pedro Valenzuela, Sebastián Raval i Pedro Ruimonte.

## Gènere musical
Els últims madrigalistes van ser molt enginyosos amb el que s'ha anomenat madrigalismes: passatges en els quals la música que s'assigna a un determinat mot n'expressa el seu significat, per exemple atorgar al mot riso (riure) un passatge de notes ràpides que imiten el riure, o sospiro (sospir) amb una nota que cau a la nota següent més greu. Aquesta tècnica del figuralisme no sols es dona en el madrigal sinó també en altra música vocal del període.

## Compositors de madrigals

### Madrigalistes primerencs
- Jacques Arcadelt – autor del llibre de madrigals més reeditat
- Francesco Corteccia – compositor de cort de Cosimo I de' Medici
- Costanzo Festa – el primer compositor italià de madrigals
- Bernardo Pisano
- Cypriano de Rore
- Philippe Verdelot – un dels primers compositor de madrigals, també associat a la cort dels Medici
- Adrian Willaert – compositor francoflamenc, fundador de l'escola veneciana
- Giselin Danckerts - compositor i madrigalista flamenc,

### Els madrigalistes clàssics
- Andrea Gabrieli
- Orlando di Lasso
- Francisco Leontaritis
- Philippe de Monte – l'autor que més madrigals va compondre
- Giovanni Pierluigi da Palestrina – Més famós per la seva música religiosa, però també va escriure uns 140 madrigals profans
- Antonio Teodor Riccio
- Leone Leoni

### Els últims madrigalistes
- Carlo Gesualdo
- Sigismondo d'India
- Luzzasco Luzzaschi
- Luca Marenzio
- Claudio Monteverdi
- Giovanni Piccioni
- Giaches de Wert
- Vincenzo Bellavere
- Maddalena Casulana – Primera dona compositora que va tenir música impresa i publicada en la història de la música occidental.

### Autors de madrigals concertats barrocs (amb instruments)
- Adriano Banchieri
- Giulio Caccini
- Hans Leo Hassler
- Lleó Leoni Sacrae Cantiones amb doble orgue.
- Claudio Monteverdi
- Johann Hermann Schein
- Heinrich Schütz
- Orazio Vecchi

### Madrigalistes anglesos
La següent llista inclou tots els compositors de madrigals anglesos que van publicar obra. Molts d'aquests eren compositors amateurs; alguns són coneguts només per un llibre de madrigals, i altres per contribucions encara menors.
- John Bennet (ca 1575–després de 1614)
- John Bull (1562-1628)
- William Byrd (1543-1623)
- Thomas Campion (1567-1620)
- Richard Carlton (ca 1558–?1638)
- Michael Cavendish (ca 1565-1628)
- John Dowland (1563-1626)
- Michael East (ca1580–ca1648)
- John Farmer (ca1565-1605)
- Giles Farnaby (ca1560–ca1620)
- Alfonso Ferrabosco (1543-1588) (Italià, però treballà durant dues dècades a anglaterra)
- Orlando Gibbons (1583-1625)
- Thomas Greaves (n. ca1600)
- William Holborne (n. 1597)
- John Holmes (m. 1629)
- John Jenkins (1592-1678)
- Robert Jones (n. 1597-1615)
- George Kirbye (ca 1565-1634)
- Henry Lichfild (n. 1613, m. 1620)
- Thomas Morley (1557-1603)
- John Mundy (ca1555-1630)
- Peter Philips (ca1560-1628) (va viure i publicar als Països Baixos, però escrivia en l'estil anglès)
- Francis Pilkington (ca1570-1638)
- Thomas Tomkins (1572-1656)
- Thomas Vautor (ca1580-?)
- John Ward (1571-1638)
- Thomas Weelkes (1576-1623)
- John Wilbye (1574-1638)

### Autors contemporanis
- György Ligeti
- Moondog